# Araçarí de Frantzius
Pteroglossus frantzii és una espècie d'ocell de la família dels ramfàstids (Ramphastidae) que habita la selva humida i altres formacions boscoses de Costa Rica i oest de Panamà.